# عباس فاضل السعدي
عباس فاضل عباس السعدي (من مواليد 1 يوليو 1943) كاتب وأكاديمي وباحث جغرافي عراقي، مهتم بمجال السكان والجغرافيا والتاريخ، كتاباته ومؤلفاته كانت ضمن حدود الجغرافيا والسكان.

## حياته
ولد عباس فاضل السعدي في 1 يوليو 1943 في منطقة البو شجاع في الكرادة الشرقية ببغداد. بعد ما أكمل الدراسة الإبتدائية والثانوية في بغداد، درس في قسم الجغرافية في كلية التربية - جامعة بغداد وتخرج منها بتقدير (جيد جداً) عام 1964، حصل على شهادة الماجستير في الجغرافية بتقدير جيد جداً من جامعة القاهرة عام 1969. وحصل على الدكتوراه من جامعة القاهرة في عام 1974 بتقدير شرف، وحصل على دبلوم العلوم الديموغرافية من المركز الديموغرافي التابع للأمم المتحدة عام 1973.

## سيرته العلمية
بدأ حياته العملية بالتدريس في المدارس الثانوية من العام 1964 وحتى عام 1975. بعد ذلك تم نقل خدماته حيث بدأ بالتدريس في قسم الجغرافية لكلية الآداب/ جامعة بغداد منذ عام 1975. وفي عام 1978 سافر إلى اليمن وعمل بالتدريس في جامعة صنعاء إلى العام 1982. وبين عامي 1999 و2000 سافر إلى ليبيا وعمل مدرسا في جامعة قار يونس في المرج.

## مناصب وجوائز
عٌين رئيساً للجنة صلاحية التدريس بجامعة بغداد، وحاليًا يعمل أستاذ في مركز إحياء التراث العلمي العربي.
1. حصل على مرتبة الأستاذ الأول على جامعة بغداد لعام 2011.
2. مُنح في يوم العلم في 2-5-2013 على وسام التميز العلمي (وسام العلماء). كذلك كرمه السيد وزير التعليم العالي باعتباره الأول على الأساتذة الرواد في الجامعات العراقية.
3. حصل على منحة المعهد الأمريكي للبحوث الأكاديمية في العراق لعام 2011 لفوزه بمسابقة (تاري) الأمريكية عن بحثه (العلاقة بين صافي الهجرة الداخلية والمسافة في العراق).
4. كرم من قبل كلية الآداب بجامعة بغداد لحصوله على مرتبة الأستاذ الأول على جامعة بغداد عام 2011.
5. حصل على شكر وتقدير من قبل وزير التعليم العالي والبحث العلمي عدة مرات، وشكر من قبل مجلس الوزراء لأنجازه تقريراً خاصاً بالحدود الإدارية لبعض المحافظات.
6. قوّم عدة أبحاث لمرتبة الأستاذية في الجامعة الأردنية.
7. عضو اللجنة الوطنية للسياسات السكانية في العراق (ومقرها وزارة التخطيط).
8. عضو استشاري في رابطة (دراسات الثقافة الشعبية التابعة لاتحاد الأدباء العراقي).
9. عضو استشاري في مجلة (الأطروحة) التي تشرف عليها وزارة التعليم العالي والبحث العلمي.
10. عضو استشاري في مجلة (المعهد الدولي للدراسة والبحث) في لندن.
11. عضو الجمعية الجغرافية المصرية.
12. ساهم بأكثر من 40 ندوة ومؤتمر علمي داخل القطر وخارجه، وأشرف على أكثر من 25 رسالة وأطروحة وناقش أكثر من73 رسالة وأطروحة آخرها يوم 8/5/2017.

له 41 كتابا و143 بحثاً أكاديمياً و108 مقالة منشورة في المجلات والصحف العراقية والعربية

## البحوث والدراسات والندوات
- أزمة المياه في المنطقة العربية والصراع الدولي حولها والتحديات التي تواجهها، أُلقي في مؤتمر جامعة المنوفية بجمهورية مصر العربية الذي عقد خلال المدة 9-11 كانون الأول/ ديسمبر من عام 2017.
- الانقلابات العسكرية وتداعياتها في العراق خلال المدة 1936- 1958، أُلقي في  مؤتمر جامعة كيره سون الدولي في تركيا خلال المدة 15-16 كانون الأول 2016
- التحليل المكاني لدور البحر الأسود في التبادل التجاري بين تركيا وروسيا، قدم إلى المؤتمر العلمي السابع خلال المدة 19-20/10/ 2017 الذي عقد في رحاب مركز البحر لاسود بجامعة كيرسون التركية.
- جابر بن حيان ودوره في علم الكيمياء قدم إلى مؤتمر معهد التراث العلمي العربي بجامعة حلب في سوريا خلال المدة 16-18/5/ 2017.
- الأهمية الجيوسياسية لأنابيب نقل الغاز من دول إنتاجه إلى أوروبا في العلاقات الروسية التركية، بحث مشترك مع مثنى مشعان المزروعي قدم إلى المؤتمر العلمي السابع خلال المدة 19-21/10/2017 الذي عقد في رحاب جامعة كيرسون التركية.
- موسوعة الحلة الحضارة، مركز بابل للدراسات الحضارية والتاريخية، جامعة بابل ،المحور الجغرافي ،2012 ،تضمنت ستة أبحاث قصيرة هي:

- - نشأة مدينة الحلة وتطورها.
  - كثافة سكان مدينة الحلة.
  - حجم سكان مدينة الحلة وتطورها.
  - التركيب التعليمي في محافظة بابل.
  - القوى العاملة في محافظة بابل.
  - سكان محافظة بابل.

## مؤلفاته
1. عمان وبعض جزر المحيط الهندي، منشورات وزارة الأعلام العراقية، مطبعة الجمهورية، بغداد، 1970.[5]
2. السيد إدريس: نسبه، حياته، مرقده، مطبعة الآداب، النجف الأشرف، 1971.[6]
3. منطقة الزاب الصغير في العراق- دراسة جغرافية لمشاريع الخزن والري وعلاقتها بالإنتاج الزراعي، مطبعة أسعد، بغداد، 1976.
4. محافظة بغداد- دراسة في الجغرافية الزراعية، دار الدعوة، بغداد، 1974.[7]
5. محافظة بغداد- دراسة في جغرافية السكان، مطبعة الأزهر، بغداد، 1976.
6. ظفار- دراسة في الجغرافية الإقليمية، مطبعة الأزهر، بغداد، 1976.
7. الجغرافية البشرية (بالاشتراك مع ثلاثة مؤلفين آخرين)، مطبعة جامعة بغداد، 1979.
8. دراسات في جغرافية السكان، منشأة المعارف بالإسكندرية، مطبعة أطلس، القاهرة، 1980.
9. التوزيع الجغرافي للسكان في اليمن، نشرة رقم 51 يصدرها قسم الجغرافية بجامعة الكويت والجمعية الجغرافية الكويتية، شركة المطبعة العصرية ومكتباتها، مارس 1983.
10. التقييم الجغرافي لمشكلة الغذاء في العالم والوطن العربي، وزارة الثقافة والأعلام (السلسلة الجماهيرية رقم 44)، بغداد، 1984.
11. مدينة صنعاء، النشرة الدورية التي تصدرها الجمعية الجغرافية الكويتية وجامعة الكويت (رقم 115)، يوليو 1988.
12. الأمن الغذائي في العراق: الواقع والطموح، وزارة التعليم العالي والبحث العلمي- جامعة بغداد، مطابع التعليم العالي في الموصل، 1990.
13. ياقوت الحموي: دراسة في التراث الجغرافي العربي، دار الطليعة، بيروت، 1992.
14. ألقات في اليمن- دراسة جغرافية- وحدة البحث والترجمة بجامعة الكويت، 1983.
15. الكرادة الشرقية: أوضاعها الجغرافية وأحوالها العامة، منشورات المكتبة العالمية، بغداد، 1990.
16. البن في اليمن: دراسة جغرافية، مركز البحوث والدراسات اليمني، صنعاء، 1992.
17. أساسيات الجغرافية البشرية، مؤسسة الوراق، عمان، 2001.
18. جغرافية السكان، كتاب منهجي لمرحلة الدراسات الأولية ولطلبة الدراسات العليا ومصدراً للباحثين المتخصصين في جغرافية السكان والعلوم الديموغرافية، ج1، 2، دار الكتب للطباعة والنشر/ جامعة بغداد، 2002.
19. The Relationship between Agriculture& Population in Baghdad Governorate, Cairo, 1973. وهي رسالة الدبلوم العام في العلوم الديموغرافية قدمت إلى المركز الديموغرافي التابع للأمم المتحدة بالقاهرة، مسحوب بالرونيو.
20. دراسات في تراث العرب الفكري، مؤسسة الوراق، عمان، 2001.[8]
21. سكان الوطن العربي: دراسة في ملامحه الديموغرافية وتطبيقاته الجغرافية، مؤسسة الوراق بالأردن، عمان، 2000.[9]
22. سكان العراق: دراسات في أُسسه الديموغرافية وتطبيقاته الجغرافية، مكتب الغفران للخدمات الطباعية، بغداد، 2013، تم طبعه مجدداً لنفاد الطبعة الأولى.[10]
23. جغرافية العراق: إطارها الطبيعي، نشاطها الاقتصادي، جانبها البشري، كتاب منهجي يدرس في الجامعات العراقية، الدار الجامعية للطباعة، بغداد، 2009.يجري طبعه مجدداً في دار الوضاح ومكتبة دجلة لنفاد الطبعة الأولى.[11]
24. جغرافية بغداد التاريخية والاجتماعية (مجموعة أبحاث )، إصدار دار الشؤون الثقافية العامة بمناسبة اختيار بغداد عاصمة الثقافة العربية 2013.
25. الكرادة الشرقية: دراسة جغرافية-تاريخية- تراثية، إصدار دار الشؤون الثقافية العامة بمناسبة اختيار بغداد عاصمة الثقافة العربية 2013، طبعة جديدة مزيدة ومنقحة ومزودة بالصور.
26. موضوعات وأعلام في الجغرافية العربية والتراث الإسلامي، مؤسسة الوراق للنشر والتوزيع، ط1، 2014 عمان -الأردن.
27. أبحاث في التنمية المكانية والسكان في العراق، دار أمجد، عمان، الأردن، 2015.
28. جغرافية الأقليات السكانية في العراق، دار الوضاح ومكتبة دجلة بالأردن، عمان، 2016.
29. المفصل في جغرافية السكان،( كتاب منهجي يدرس في الجامعات العراقية)، مؤسسة الوراق للنشر والتوزيع، الجزء الأول 2014، والجزء الثاني 2015،عمّان- الأردن .[12]
30. جغرافية خدمات البنى التحتية في العراق، دار أمجد للنشر والتوزيع عمان، 2015.
31. البيروني في التراث العلمي العربي، مجموعة باحثين، إصدار مركز إحياء التراث العلمي العربي، جامعة بغداد، 2014.
32. بغداد منارة التسامح والتعايش السلمي بين الديانات حول الصابئة وديانات أخرى، مجموعة باحثين، اصدار بيت الحكمة ومركز احياء التراث العلمي العربي عام 2011.
33. خصائص البنية السكانية لمحافظة كربلاء وأبعادها الديموغرافية، منشورات مركز كربلاء للدراسات والبحوث، ( سلسلة دراسات المركز رقم 1 )، دار الوارث للطباعة والنشر، 2014.[13]
34. مؤشرات التنمية المستدامة في محافظة كربلاء، مطبعة جامعة بغداد، مشروع المائة كتاب، 2018 .
35. دراسات سكانية في الجغرافيا وعلم الديموغرافيا: العراق أنموذجا، دار الوضاح للنشر، عمان، ومكتبة دجلة في بغداد، 2016 .[14]
36. نوعية حياة السكان: دراسة في الديموغرافي – السكان الشباب وكبار السن في العراق أنموذجا، دار الوضاح ومكتبة دجلة في عمان، 2017 .
37. من واقع الأيام: سيرة ومسيرة، دار أمجد، عمان، 2016 .
38. جغرافية سكان الوطن العربي: مجموعة أبحاث، دار الوضاح ومكتبة دجلة في عمان، 2017 .
39. الموارد المائية وعلاقتها بالتزايد السكاني في الوطن العربي: هيدرولوجياً  جغرافياً  إستراتيجيا، مؤسسة الصادق في بابل(العراق)  ودار صفاء في عمان.
40. العراق وبلاد الرافدين والسكان الأوائل: دراسة في التاريخ والجغرافيا، دار الوضاح في عمان ومكتبة دجلة في بغداد، 2018
41. أصول جغرافية الزراعة، يجري طبعه في مكتبة دجلة بالتعاون مع دار صفاء في عمان سنة 2018.[15]